# Coupe (constellation)
Crater
Pour les articles homonymes, voir Coupe et Crater.
La Coupe est une petite constellation de l'hémisphère sud.

## Histoire
La Coupe est une constellation ancienne, car déjà répertoriée au IIe siècle par Ptolémée dans son Almageste. Il s'agirait, dans la mythologie grecque, de la coupe de vin tenue par Apollon, de la coupe de Dionysos, ou de la coupe de Salomon.

## Observation des étoiles

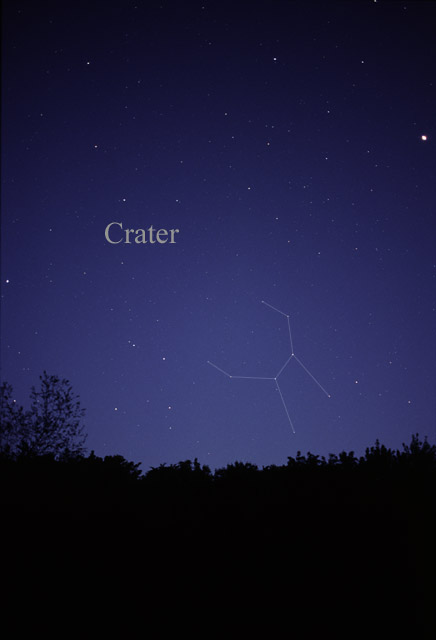
Constellation de la Coupe.

La coupe est une constellation faible et difficile à tracer.

### Localisation de la constellation
La Coupe est à l'ouest du Corbeau et, plus loin, de α Virginis (Spica).
Si les conditions de visibilité sont excellentes, on peut voir non seulement la base de la coupe (les quatre étoiles les plus brillantes) mais également un arc de cercle d'étoiles plus faibles, qui forment le calice proprement dit.

## Étoiles principales

### δ Crateris
L'étoile la plus brillante de la constellation est δ Crateris, de magnitude apparente 3,56, une étoile géante orange vingt fois plus grande que le Soleil. Elle est visiblement au stade de la fusion de son hélium en carbone et en oxygène et possède un spectre très faible en éléments métalliques.
Elle se déplace également deux fois plus vite que les étoiles qui l'environnent, semblant donc provenir d'une autre partie de la Voie lactée, plus ancienne et moins riche en éléments métalliques.

### Alkes (α Crateris)
La seule étoile de la constellation possédant un nom propre est Alkes (α Crateris), ce qui signifie Cruche en arabe. De magnitude apparente 4,1, elle ressemble à δ Crateris car elle est également en train de fusionner son hélium en des éléments plus lourds. Comme cette dernière, elle se déplace plus rapidement que les autres étoiles des alentours, mais cette fois son spectre très riche en éléments métalliques semble indiquer qu'elle provient d'une région plus interne de la Voie lactée.

### Autres étoiles
γ Crateris et β Crateris sont toutes deux des étoiles binaires, leur étoile primaire étant des étoiles blanches de la séquence principale.

## Objets célestes
La Coupe ne présente quasiment pas d'objets particuliers.